# Йоменская конная дивизия
Йоменская конная дивизия (англ. Yeomanry Mounted Division)— войсковое соединение Территориальной армии Великобритании периода Первой мировой войны, кавалерийская дивизия.

## Формирование и боевой путь
Йоменские батальоны будущей дивизии покинули Англию в 1915 году и уже успели побывать в составе различных формирований на фронтах Галлиполи, Македонии и Египта. В составе так называемой Пустынной колонны они приняли участие в наступлении на Суэцком канале, участвовали в битвах за Газу в марте и апреле 1917 года. 
Йоменская конная дивизия была сформирована в июне 1917 года в Хан-Юнисе в Палестине из трёх конных бригад йоменского ополчения. Соединение участвовало во всех основных сражениях Синайско-Палестинской кампании второй половины 1917 года. В апреле 1918 года была переименована в 1-ю конную дивизию, уже третью по счёту дивизию с таким наименованием. С июня 1918 года была вторично переименована в 4-ю кавалерийскую дивизию, бригады составлявшие дивизию были также переименованы в кавалерийские.
В апреле 1918 года шесть батальонов были выведены из состава дивизии и отправлены во Францию. Там они были переформированы из йоменских в батальоны пулемётного корпуса. В йоменской дивизии их заменили кавалерийские полки Индийской армии прибывшие из состава недавно расформированной 1-й индийской кавалерийской дивизии.

## Организация
июль 1917 года:
| 6-я конная йоменская бригада (2-я саут-мидлендская) - 1/1-й батальон дорсетских йоменов - 1/1-й батальон беркширских йоменов - 1/1-й батальон бакингемширских йоменов - 17-й пулемётный эскадрон                                     | 8-я конная йоменская бригада (1-я лондонская) - 1/1-й батальон йоменского ополчения графства Лондон - 1/1-й батальон йоменского ополчения города Лондон - 1/3-й батальон йоменского ополчения графства Лондон - 21-й пулемётный эскадрон |
| 22-я конная йоменская бригада (1-я норт-мидлендская) - 1/1-й батальон стаффордширских йоменов - 1/1-й батальон линкольнширских йоменов - 1/1-й батальон йоменского ополчения Восточного райдинга Йоркшира - 18-й пулемётный эскадрон | 20-я британская бригада конной артиллерии - хэмпширская батарея конной артиллерии - беркширская батарея конной артиллерии - лестерская батарея конной артиллерии                                                                         |

июль 1918 года:
| 10-я кавалерийская бригада - 1/1-й батальон дорсетских йоменов - 2-й уланский полк (конница Гарднера) - 38-й полк конницы Центральной Индии - 17-й пулемётный эскадрон        | 11-я кавалерийская бригада - 1/1-й батальон йоменского ополчения графства Лондон - 29-й уланский полк (деканской конницы) - 36-й полк конницы Джейкоба - 21-й пулемётный эскадрон |
| 12-я кавалерийская бригада - 1/1-й батальон стаффордширских йоменов - 6-й кавалерийский полк принца Уэльского - 19-й уланский полк (конница Фэйна) - 18-й пулемётный эскадрон | 20-я британская бригада конной артиллерии - хэмпширская батарея конной артиллерии - беркширская батарея конной артиллерии - лестерская батарея конной артиллерии                  |